# Regierungsbezirk Litzmannstadt
Der Regierungsbezirk Litzmannstadt wurde bis 1941 als Regierungsbezirk Kalisch bezeichnet. Er war von 1939 bis 1940 ein Regierungsbezirk im neuen Reichsgau Posen und von 1940 bis 1945 ein Regierungsbezirk im nun umbenannten Reichsgau Wartheland. Das Gebiet gehört heute zu Polen.

## Lage
Als Sitz der Regierung wurde die Stadt Litzmannstadt bestimmt. Nördlich grenzte der Bezirk an der Regierungsbezirk Hohensalza. Im Osten und Süden lag das Generalgouvernement. Im Süden und Westen lag Schlesien und der Regierungsbezirk Posen.

## Geschichte
Nach dem Ende des Zweiten Weltkriegs fiel das Gebiet des Regierungsbezirkes an die Volksrepublik Polen.

## Verwaltungsgliederung

### Stadtkreise
1. Kalisch
2. Litzmannstadt

### Landkreise
1. Kalisch
2. Kempen (Wartheland)
3. Lask (Sitz: Pabianitz)
4. Lentschütz (Sitz: Brunnstadt)
5. Litzmannstadt
6. Ostrowo
7. Schieratz
8. Turek
9. Welun

## Regierungspräsidenten
1939–9999: Justus Weihe (1891–1980) (kommissarisch)
1939–1943: Friedrich Uebelhoer (1893–1950)
1943–1945: Hermann Riediger (1898–1988) (vertretungsweise)